# التعليم فوق الجميع
التعليم فوق الجميع (بالإنجليزية: Education Above All - EAA) مؤسسة خيرية قطرية أطلقت في عام 2012م لتقديم خدمات تعليمية للأطفال في العالم النامي تحت قيادة الشيخة موزا بنت ناصر تماشياً مع أهداف التنمية المستدامة. تقوم المؤسسة بعدة برامج متعلقة بالتعليم حول العالم مثل «علّم طفلا» و «الفاخورة» ولها مقر في الدوحة، عاصمة دولة قطر.

## تاريخ
تم تأسيس مؤسسة التعليم فوق الجميع من قبل حكومة دولة قطر بموجب قرار صدر بتاريخ 17 أكتوبر 2012 تحت قيادة الشيخة موزا بنت الناصر وله مقر في الريان، الدوحة. لها اعمال في دول آسيا، وإفريقيا.

### «علَم طفلا»
هو مشروع ضمن المشروعات التي أطلقت عند تدشين مؤسسة التعليم فوق الجميع. تم من خلال هذا المشروع توفير فرص التعليم لأكثر من 10 مليون طفل حول العالم.

### فاخورة
أيضاً من المشروعات التي تنفذها مؤسسة التعليم فوق الجميع الفاخورة. وتنحصر نشاطات المشروع في قطاع غزة وسوريا. تم منح أكثر من 5000 منح دراسية لطلاب الثانوية والجامعية.